# Eva von Redecker
Eva von Redecker, née en 1982 à Kiel, est une philosophe, auteure et journaliste indépendante allemande. Ses thèmes de recherche se situent à l'interface entre la théorie critique et la philosophie féministe. Ses publications traitent de la propriété, du changement social, du rapport entre structure et capacité d'agir ainsi que du jugement moral.

## Biographie
Eva von Redecker passe son enfance dans la ferme écologiste de ses parents et étudie ensuite la philosophie, l'allemand et l'histoire à Kiel, Tübingen, Cambridge et Potsdam. Elle interrompt ses études de médecine et d'enseignement. Elle termine ses études en 2009 par un master.
Dans son livre Praxis und Revolution, Eva von Redecker défend une nouvelle compréhension de la révolution. Le changement radical, selon la thèse que Redecker développe dans le contexte d'une théorie sociale matérialiste, s'opère progressivement par le transfert successif de pratiques dans de nouveaux paradigmes.
De 2009 à 2019, von Redecker est assistante de recherche à la chaire de philosophie pratique/philosophie sociale de l'Université Humboldt de Berlin. À partir de 2017, elle participe à la création du Centre des sciences humaines et du changement social en tant que directrice adjointe. De 2013 à 2014, elle est chercheuse invitée à l'Institut philosophique de l'Université de Cambridge (Royaume-Uni). Son mentor là-bas est Raymond Geuss. Au semestre d'hiver 2015-2016, von Redecker enseigne en tant que professeure invitée à la New School for Social Research à New York.
Elle est titulaire d'une bourse Marie Skłodoska-Curie à l'Université de Vérone depuis fin 2020 et étudie dans ce contexte le caractère autoritaire.

## Publications
- Zur Aktualität von Judith Butler. Eine Einleitung in ihr Werk, VS Verlag, Wiesbaden, 2011  (ISBN 978-3-531-16433-5).
- Gravitation zum Guten. Hannah Arendts Moralphilosophie, Lukas Verlag, Berlin, 2013  (ISBN 978-3-86732-166-2).
- Praxis und Revolution. Eine Sozialtheorie radikalen Wandels. Campus, Frankfurt a. M., 2018  (ISBN 978-3-593-44016-3)
  - édition anglaise : Praxis and Revolution. A Theory of Social Transformation, Columbia University Press, New York, 2021  (ISBN 978-0-231-19823-3).

- Revolution für das Leben. Philosophie der neuen Protestformen. S. Fischer, Frankfurt am Main, 2020.

- Schöpfen und Erschöpfen, avec Maja Göpel, Matthes & Seitz, Berlin, 2022.
- Bleibefreiheit, S. Fischer, Frankfurt am Main, 2023.

### Œuvre traduite en français
- Révolution pour la vie, traduction Olivier Mannoni, Paris, Payot, 2021  (ISBN 978-2-228-92865-6).
- « L’ombre de la propriété : Le néo-autoritarisme comme défense de la possession fantôme », traduction Antoine Sander, Dandara Souza do Espirito Santo et Niklas Plätzer, in Katia Genel et Niklas Plätzer (éd.), Croisements critiques : l'actualité de l'École de Francfort. Lormont, Le Bord de l'eau, 2022, pp. 37-74.